# Ulsanbawi Peak
Der Ulsanbawi Peak ist ein Berg auf King George Island im Archipel der Südlichen Shetlandinseln. Auf der Weaver-Halbinsel ragt er unmittelbar nördlich des Uidong Valley am Ostufer der Maxwell Bay auf.
Südkoreanische Wissenschaftler benannten ihn nach der Felsformation Ulsanbawi am Seoraksan im Taebaek-Gebirge in der südkoreanischen Provinz Gangwon-do.